# Narcyz Olizar
Narcyz Olizar (Zahorów, 1794. – Sady, 1862. augusztus 9.) szenátor-kastellán és a szejm tagja az 1830-1831. évi novemberi felkelés idején, a nagy emigráció egyik politikai vezetője, író, újságíró, festő.

## Élete
Nemesi családba született. Apja, Filip Nereusz Olizar II. Szaniszló Ágost lengyel király kamarása volt. Bátyja, Gustaw Olizar szintén jeles közéleti személyként ismert. Tanulmányait a Kremenyeci Líceumban és a Vilnai Egyetemen végezte. Volinyban részt vett egy összeesküvésben, amelynek a novemberi felkelés előkészítése és kirobbantása volt a célja.  1831. június 18-tól tagja volt a felkelés szejmjének. Augusztus 8-ától kinevezett szenátor-kastellánként működött. Augusztus 11-én megkapta a legmagasabb lengyel katonai kitüntetést (lengyelül:  Order Wojenny Virtuti Militari).
A felkelés bukása után Franciaországba menekült, és a nagy emigráció (Wielka Emigracja) egyik politikai vezetője lett. Az Adam Jerzy Czartoryski herceg körül tömörülő konzervatív Hôtel Lambert politikai csoportosulás munkájába kapcsolódott be. Tagja volt egy szabadkőműves páholynak is. 1837-ben társalapítója lett a titkosan működő Wyjarzmicieli Társaságnak (Związek Insurekcyjno-Monarchiczny Wyjarzmicieli), 1843 és 1845 között az elnöki tisztséget is betöltötte. A szervezet monarchikus keretek között képzelte el a függetlenségét visszaszerző Lengyelország állami berendezkedését.
Társalapítója és főszerkesztője volt a Május 3-a című lapnak, mely címében Európa első kartális alkotmányára, az 1791. évi május 3-i alkotmányra utalt. Számos politikai röpirat szerzője volt, két emlékirata – Pamiętniki polskie (1844) és Pamiętniki oryginała (1853) – pedig népszerűségnek örvendett. Előbbit német és francia nyelvre is lefordították.
Festőként és tájképfestőként nagy tisztelet övezte.
Egy lengyel falucskában hunyt el Poznańtól nem messze, s Lusowo faluban temették el.

## Fordítás
- Ez a szócikk részben vagy egészben a Narcyz Olizar című lengyel Wikipédia-szócikk ezen változatának fordításán alapul.  Az eredeti cikk szerkesztőit annak laptörténete sorolja fel. Ez a jelzés csupán a megfogalmazás eredetét és a szerzői jogokat jelzi, nem szolgál a cikkben szereplő információk forrásmegjelöléseként.